# Rolf Frey (Grafiker)
Rolf Frey, auch Rudolf, (geboren 8. Juli 1896 in Wien, Österreich-Ungarn; gestorben 21. Mai 1937 in Wien) war ein österreichischer Werbegrafiker.

## Leben
Rolf Frey arbeitete als Werbegrafiker und betrieb zwischen 1920 und 1924 gemeinsam mit Hermann Kosel in Wien das „Atelier Cosl-Frey“. Sie hatten zunächst Aufträge für Zigarettenpapier und für Rasierklingen. 1923 entwarfen sie das Erscheinungsbild des neugegründeten Rikola-Verlags. Kosel und Frey arbeiteten 1923 an der von Julius Klinger herausgegebenen Werbeschrift Poster Art in Vienna mit, die für US-amerikanische Auftraggeber bestimmt war.
1925 gründete er mit Klinger und Wilhelm Willrab (1897–1973) das Atelier Trias, in dem  Schaufensterfiguren aus dem Tierreich entworfen wurden, die auf der Reichs-Reklame-Messe in Berlin und auf der Reklamemesse Leipzig präsentiert wurden. Aufgrund des Erfolges zog Frey mit dem Atelier Trias von Wien nach Berlin und setzte sich als führendes Entwurfsatelier in der Reichshauptstadt durch. Er bestimmte in den Jahren bis 1931 den Werbeauftritt des Rundfunkgeräteherstellers Telefunken in einem Art déco-Stil und schuf 1931 die Leuchtreklame am Turm des Amerikahauses in Berlin-Charlottenburg. Nach der Machtübergabe an die Nationalsozialisten 1933 ging Frey nach Wien zurück.

Arbeiten
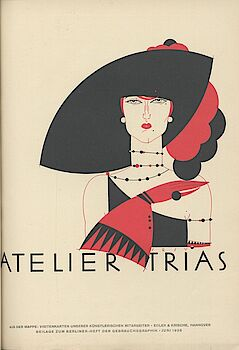
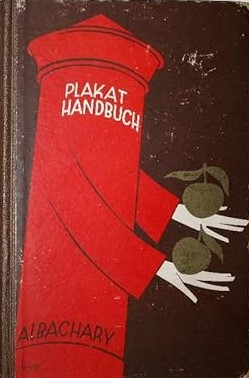
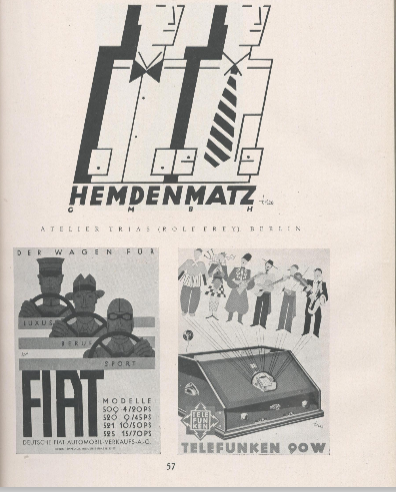
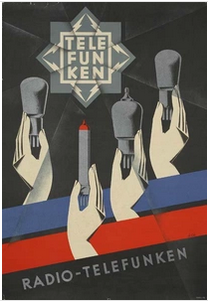